# Karene Agono Wora
Karene Agono Wora (25 de febrero de 1991) es una deportista gabonesa que compite en judo. Ganó una medalla de oro en los Juegos Panafricanos de 2019, y una medalla de bronce en el Campeonato Africano de Judo de 2018.

## Palmarés internacional
| Juegos Panafricanos | Juegos Panafricanos | Juegos Panafricanos | Juegos Panafricanos |
| Año                 | Lugar               | Medalla             | Categoría           |
| ------------------- | ------------------- | ------------------- | ------------------- |
| 2019                | Rabat (Marruecos)   | Medalla de oro      | –70 kg              |
| Campeonato Africano |                     |                     |                     |
| Año                 | Lugar               | Medalla             | Categoría           |
| 2018                | Túnez (Túnez)       | Medalla de bronce   | –70 kg              |